# Encefalopatia del pugile
L'encefalopatia del pugile è un danneggiamento neuropsicologico dello sportivo praticante lo sport del pugilato. Durante la carriera sportiva del soggetto, nel corso di anni, le continue sollecitazioni del corpo, sottoposto a violenti impatti, possono alla fine essere evidenziati con disturbi cognitivi e gravi lesioni interne quali l'edema cerebrale. (La probabilità che questo accada è di 1 su 1 milione).

## Esami
Per studiare i danni ricevuti sono utili, ad esempio, gli esami di neurodiagnostica (TAC, FMRI, PET, ecc.) e i test psicodiagnostici quali il WAIS di Wechsler e il Bender Visual Motor Gestalt Test. 

## Sintomatologia
Perdita di memoria a breve termine, disartria, diminuzione delle capacità motorie e cognitive, parkinsonismo.